# Anakinra
L'anakinra est un antagoniste des récepteurs de l'interleukine 1 (IL1), qui est utilisé comme médicament dans certains cas de rhumatismes.

## Efficacité
Il est essentiellement utilisé dans la polyarthrite rhumatoïde, permettant une amélioration des symptômes.
Il est parfois utilisé dans certains rhumatismes à microcristaux, comme la goutte.
Dans le syndrome de Muckle-Wells, il améliore les symptômes à court et moyen terme.
De nombreuses observations ont mis en évidence l’efficacité de l’anakinra dans le traitement du syndrome de Schnitzler.

## Effets secondaires
Avec un recul de plusieurs années, ce traitement est généralement considéré comme bien toléré par la plupart des patients, toutefois :
- plus de 10 % des patients traités par Anakinra souffrent d'une réaction au site d'injection (allergie douloureuse avec éventuelle nécrose cutanée), de maux de tête et d'une augmentation de leur taux de cholestérol sanguin [7] ;
- il existe un taux d'infection grave plus élevé chez les patients traités par cette molécule[8] : de 1 à 10 % d'entre eux développent des infections graves, associée à une diminution des globules blancs et/ou une diminution des plaquettes sanguines[7] ;
- la prise d'Anakinra est soupçonnée d'augmenter le risque de cancer, mais ceci est discutable, car les études sont compliquées par le fait que les personnes atteintes de polyarthrite rhumatoïde sont déjà plus à risque de développer un cancer[7],[9].

## Contre la Covid-19?
Comme d'autres antirhumatismaux type hydroxychloroquine, l'anakinra a été testé à partir de mars 2020, sur des patients atteints de forme sévère de Covid-19. Une première étude non randomisée sur quelques dizaines de patients au groupe hospitalier Paris Saint-Joseph montre que « l'anakinra a réduit à la fois le besoin de ventilation mécanique invasive en unité de soins intensifs et la mortalité chez les patients atteints de formes sévères de COVID-19, sans effets secondaires graves ».